# 레오 스턴바크

레오 헨리크 스턴바크(Leo Henryk Sternbach, 1908년 5월 7일~2005년 9월 28일)은 유대인 출신의 폴란드 화학자이다. 신경안정제로 쓰이는 벤조디아제핀을 처음 발견했다.
오스트리아-헝가리 제국의 오파티야 (현재 크로아티아 프리모레고르스키코타르주) 출신이며, 1926년 폴란드의 크라쿠프로 거주지를 옮겨 1931년 야기엘론스키 대학교에서 유기화학 박사 학위를 취득하였다. 이후 1940년 호프만 라 로슈에 입사했으며, 1941년 미국의 너틀리에 있는 회사 지부로 이동해 활동하였다. 미국에서 연구를 계속 진행한 끝에 클로르디아제폭시드, 디아제팜, 플루라제팜, 니트라제팜, 플루니트라제팜, 클로나제팜 등을 개발했으며, 모지그 볼프 골드버그와 함께 바이오틴의 합성 구조를 작성하였다. 이러한 공적을 인정받아 2005년 미국 발명가 명예의 전당에 헌액되었으며, 몇 달 뒤 노스캐롤라이나주의 채플힐에서 세상을 떠났다.